# Rio Carabinani
Rio Carabinani är ett vattendrag i Brasilien.   Det ligger i delstaten Amazonas, i den nordvästra delen av landet, 2 100 km nordväst om huvudstaden Brasília.
I omgivningarna runt Rio Carabinani växer i huvudsak städsegrön lövskog. Trakten runt Rio Carabinani är nära nog obefolkad, med mindre än två invånare per kvadratkilometer.